# Estación de París Este
La estación de París Este o estación del Este, (en francés: gare de Paris Est o gare de l'Est) es una de las seis grandes estaciones ferroviarias de París. 
Por ella transitan numerosas líneas de alta velocidad, tanto nacionales como internacionales, principalmente hacia Alemania y Suiza, como de media distancia, regionales y de cercanías. Además ofrece diversas conexiones con el metro y la red de autobuses urbanos. 
El edificio obra del arquitecto François-Alexandre Duquesney y del ingeniero Pierre Cabanel de Sermet está catalogado como Monumento Histórico desde el año 1975. En la cúspide del frontón oeste, una estatua obra de Henri Lemaire representa la ciudad de Estrasburgo, mientras que el frontón este está decorado con una estatua que representa la ciudad de Verdún, obra del escultor Varenne.

## Historia
La Estación del Este abrió sus puertas en 1849 gestionada por la Compañía de Ferrocarriles de París a Estrasburgo con el nombre de Embarcadero de Estrasburgo. Se componía de dos vías y un andén bajo un gran vestíbulo cubierto. Esta zona corresponde al actual vestíbulo de grandes líneas (mitad oeste de la estación). Los planos fueron realizados por el arquitecto François-Alexandre Duquesney y el ingeniero Pierre Cabanel de Sermet. Las obras comenzaron en 1847 y Napoleón III la inauguró en 1849.
La estación fue rebautizada como Gare de l'Est en 1854, tras una primera ampliación debida a la puesta en servicio de la línea París-Bâle (línea de Mulhouse), para la que la compañía antes mencionada, que se rebautizó como Compañía de los Ferrocarriles del Este había obtenido la concesión. La estación tenía entonces 4 vías, de las cuales dos quedaban fuera del vestíbulo, y la línea fue desdoblada de 2 a 4 vías al salir de París hasta la bifurcación de Noisy-le-Sec, punto donde se separan las líneas de Estrasburgo y de Mulhouse.
La estación fue reformada de forma importante en 1885 y en 1900. Las vías se recortaron y no llegaban al vestíbulo. Entre 1924 y 1931 fue reformada de nuevo por el ingeniero Bertaud tomando la fisionomía actual. La zona nueva, situada al este de la antigua, es simétrica a la primera, contando con 30 vías con andén. Esta ampliación supuso una modificación importante del barrio.
El 4 de octubre de 1883 la estación acoge el primer tren Orient Express con destino Constantinopla.
Esta estación, cabecera de una línea estratégica hacia el este de Francia es también escenario de grandes movilizaciones como las que se dieron al inicio de las Guerras Mundiales (1914/1939).
En el vestíbulo de Grandes Líneas, un cuadro representa la salida de los poilus (soldados franceses de la Primera Guerra Mundial) en agosto de 1914, el cual fue donado por el pintor Albert Herter en recuerdo de su hijo fallecido frente al enemigo en 1918 cerca de Château-Thierry y está expuesto desde 1926.
Este cuadro de 5 m de alto por 12 de ancho fue descolgado en marzo de 2006 para ser trasladado a la Ciudad del Tren de Mulhouse hasta finalizar las obras para la llegada de la alta velocidad a esta estación.
La SNCF ha reformado en profundidad la estación con un presupuesto de 60 millones de euros para la llegada de la alta velocidad. El núcleo central de la estación, antes destinado únicamente al transporte de equipajes se convierte en una pasarela intermodal con la estación de metro, reformada también para la ocasión.

## Servicios ferroviarios

### Alta Velocidad
Desde la apertura de la LGV Est desde la estación operan diversas líneas de alta velocidad tanto nacionales como internacionales, principalmente hacia Alemania, Suiza y Luxemburgo:
- Línea París ↔ Munich
- Línea París ↔ Berlín
- Línea París ↔ Stuttgart
- Línea París ↔ Innsbruck. Solo en invierno.
- Línea París ↔ Franckfurt
- Línea París ↔ Luxemburgo
- Línea París ↔ Estrasburgo
- Línea París ↔ Mulhouse
- Línea París ↔ Remiremont
- Línea París ↔ Saint-Dié-des-Vosges
- Línea París ↔ Nancy
- Línea París ↔ Bar-le-Duc

### Media distancia
Los intercités de la SNCF desde París Este gestionan las siguientes líneas:

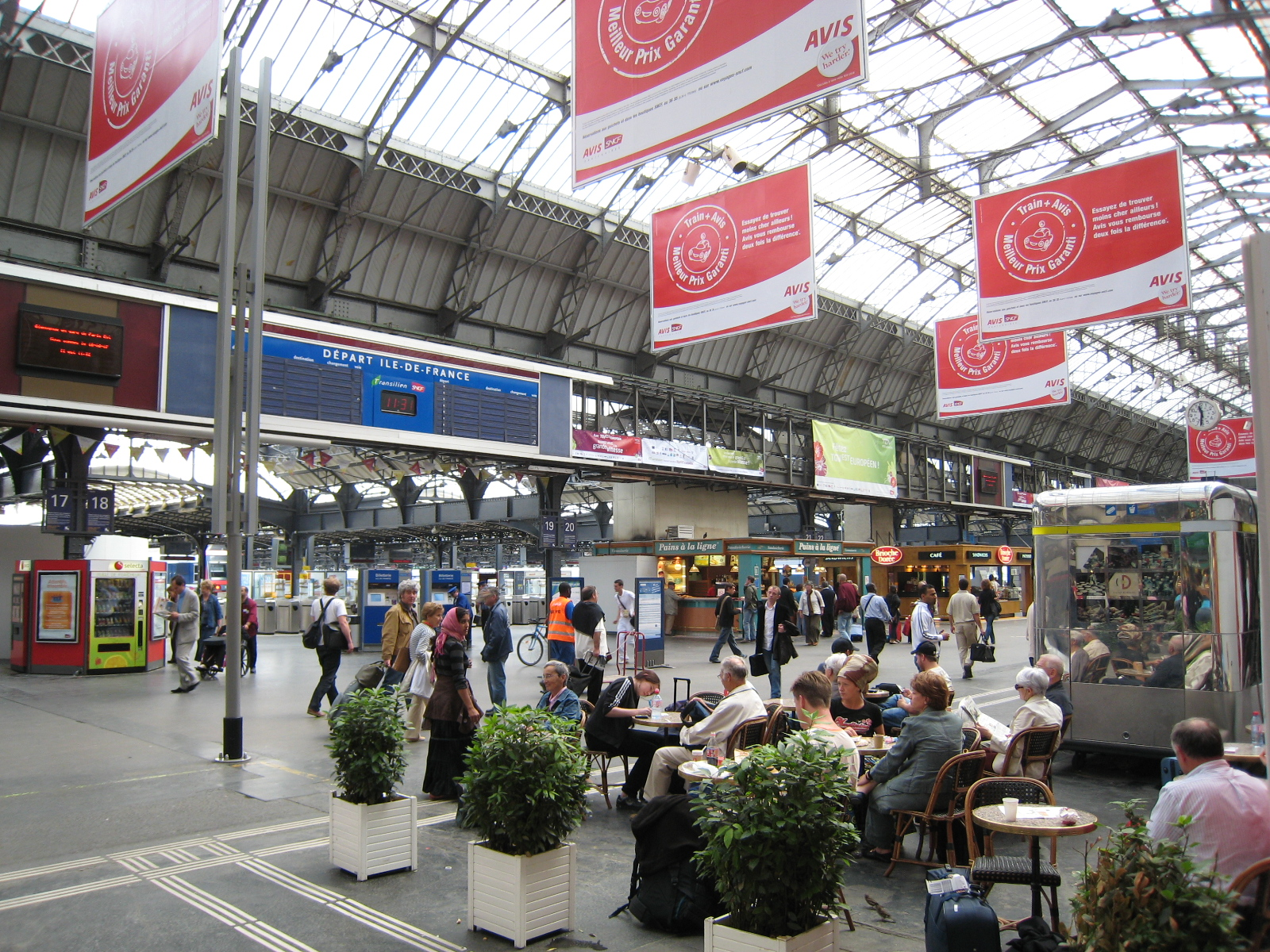
Sala de espera de la estación de ferrocarril

- Línea París ↔ Mulhouse
- Línea París ↔ Troyes
- Línea París ↔ Culmont-Chalindrey
- Línea París ↔ Vesoul

### Regionales
Tres son las líneas regionales que circulan desde la estación:
- Línea París ↔ Châlons-en-Champagne
- Línea París ↔ Saint-Dizier
- Línea París ↔ Bar-le-Duc

### Cercanías
Desde la creación de la línea Línea RER E del RER en 1999, los únicos trenes de cercanías que pasan por la estación son los de la línea P de Transilien.

## Correspondencias

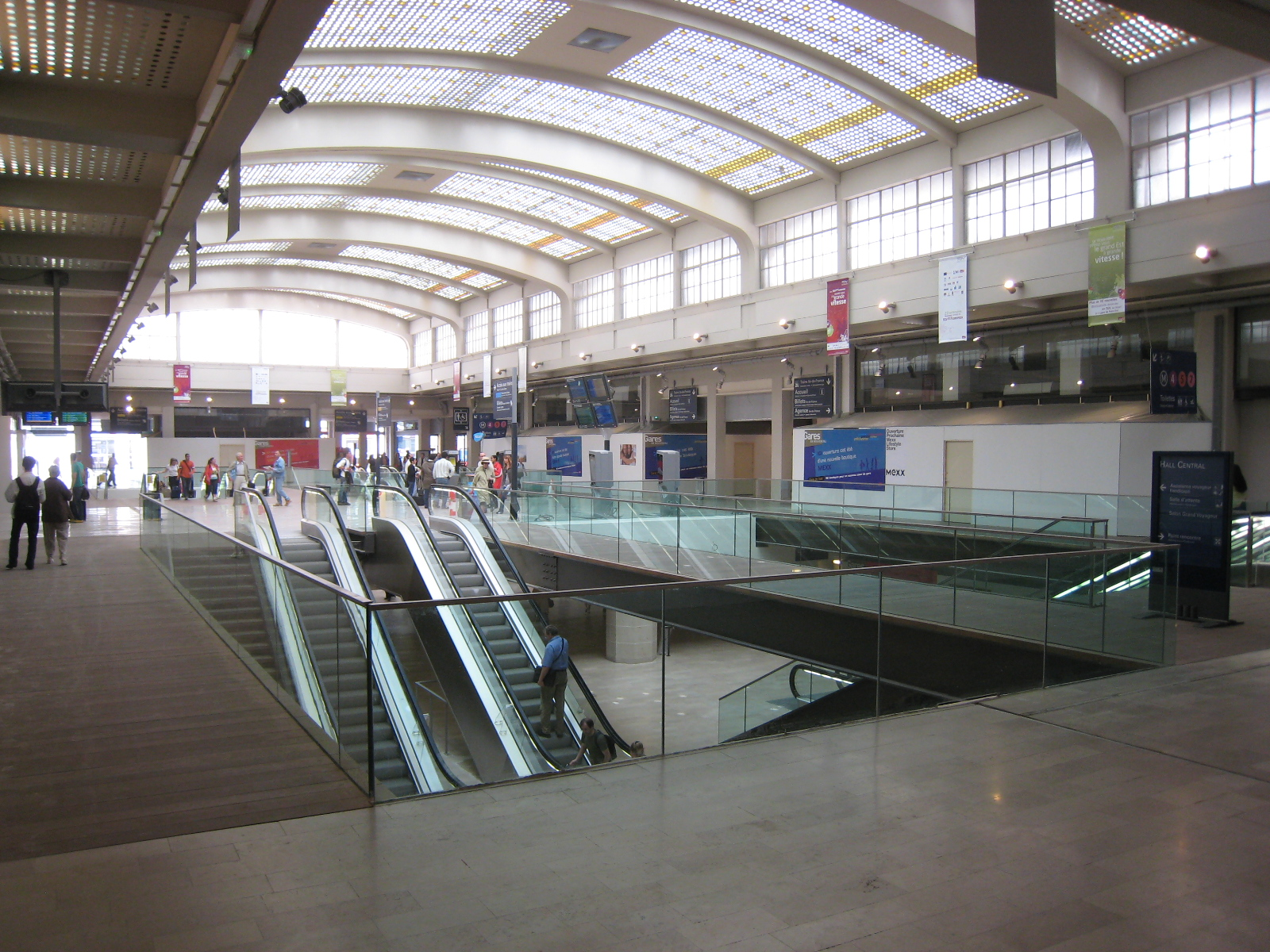
Vestíbulo de correspondencia con el metro

Aunque no exista una correspondencia directa entre ambas, la estación de París Norte con todas sus conexiones de metro, cercanías y grandes líneas se encuentra prácticamente muy cerca de la de París Este, concretamente a 800 metros de la misma. 

### Metro
Tres línea de metro, la línea 4, 5 y la  7 permiten llegar hasta la estación de tren.

### Autobuses
Las siguientes líneas de autobuses urbanos, tanto diurnos como nocturnos (noctilien), acceden a la estación. A esta lista hay que añadirle el turístico autobús Opentour.

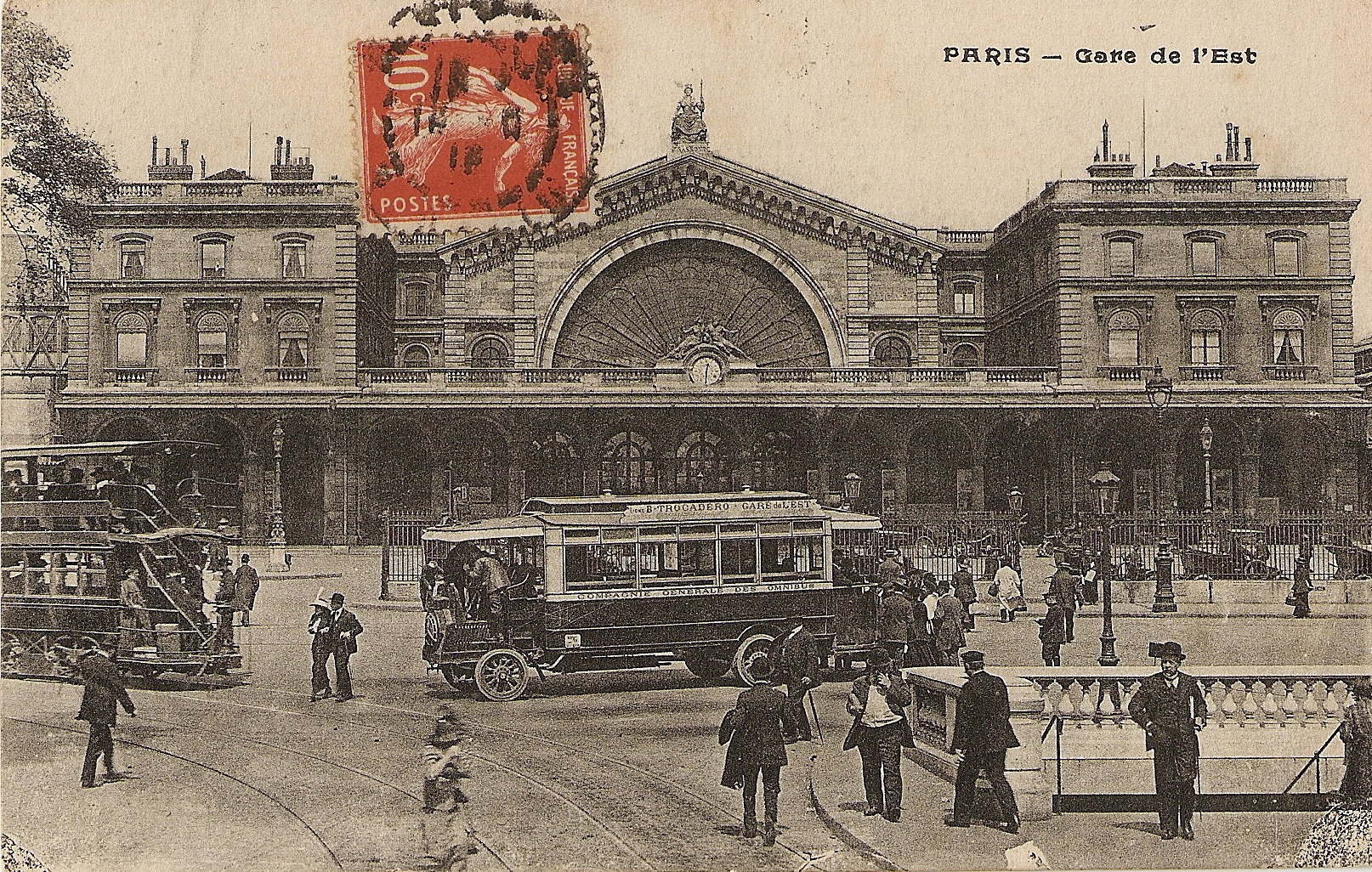
Estación a principios del con un autobús y un tranvía eléctrico de la época

| línea | <<                            | >>                            |
| ----- | ----------------------------- | ----------------------------- |
| 30    | cabecera                      | Trocadéro                     |
| 31    | cabecera                      | Charles de Gaulle-Étoile      |
| 32    | cabecera                      | Porte d'Auteuil               |
| 35    | cabecera                      | Mairie d'Aubervilliers        |
| 38    | Porte d'Orléans               | Gare du Nord                  |
| 39    | Issy-Val de Seine             | Gare du Nord                  |
| 46    | Château de Vincennes          | Gare du Nord                  |
| 47    | cabecera                      | Fort du Kremlin-Bicêtre       |
| 56    | Château de Vincennes          | Porte de Clignancourt         |
| 65    | Gare de Lyon                  | Porte de la Chapelle          |
| 350   | cabecera                      | Roissypole                    |
| N01   | Circular interior             | Circular interior             |
| N02   | Circular exterior             | Circular exterior             |
| N13   | Mairie d'Issy                 | Bobigny-Pablo Picasso         |
| N14   | Mairie de Saint-Ouen          | Bourg-la-Reine RER            |
| N41   | cabecera                      | Sevran-Livry RER              |
| N42   | cabecera                      | Aulnay-sous-Bois (Garonor)    |
| N43   | cabecera                      | Gare de Sarcelles-Saint Brice |
| N44   | cabecera                      | Pierrefitte-Stains RER        |
| N45   | cabecera                      | Hôpital de Montfermeil        |
| N120  | Aéroport Charles de Gaulle T3 | Corbeil-Essonnes RER          |
| N121  | Aéroport Charles de Gaulle T3 | Gare de la Verrière           |
| N140  | cabecera                      | Aéroport Charles de Gaulle T3 |
| N141  | cabecera                      | Gare de Meaux                 |
| N142  | cabecera                      | Tournan RER                   |